# Grubbtjärnen (Frostvikens socken, Jämtland, 716889-140315)
Grubbtjärnen är en sjö i Strömsunds kommun i Jämtland och ingår i Ångermanälvens huvudavrinningsområde.